# Бобу (Горж)
Бобу (рум. Bobu) насеље је у Румунији у округу Горж у општини Скоарца. Oпштина се налази на надморској висини од 283 m.

## Становништво
Према подацима из 2002. године у насељу је живело 798 становника, од којих су сви румунске националности.